# Joe Root
Joseph Edward Root, MBE (* 30. Dezember 1990 in Sheffield, Vereinigtes Königreich) ist ein englischer Cricketspieler, der seit 2012 für die englische Nationalmannschaft spielt.

## Kindheit und Ausbildung
Root wuchs in Sheffield auf und begann das Cricketspielen beim Sheffield Collegiate Cricket Club. Er repräsentierte das Schulteam von Yorkshire erstmals mit 11 Jahren. Nachdem er dort überzeugen konnte, erhielt er zwei Jahre später ein Stipendium mit Yorkshire. Mit 17 Jahren wurde er dann in die Club-Akademie von Yorkshire aufgenommen. Daraufhin besuchte er die St. Andrew‘s Boy‘s School in Bloemfontein in Südafrika. Er vertrat England bei der ICC U19-Cricket-Weltmeisterschaft 2010. Sein Bruder Billy Root spielt ebenfalls Cricket im nationalen englischen Cricket.

## Aktive Karriere

### Anfänge in der Nationalmannschaft
Sein Debüt für Yorkshire gab er zum Ende der NatWest Pro40 League 2009. Daraufhin erhielt er mit 18 Jahren einen ersten Vertrag mit dem County. Nachdem das County in einem Neuaufbau nach einer schlechten Saison in der County Championship 2011, die zum Abstieg führte, begriffen war, erhielt er eine Vertragsverlängerung. In der Saison 2012 war er dann einer der herausragenden Spieler. Damit machte er die Selektoren auf sich aufmerksam. Sein Debüt in der Nationalmannschaft gab er im Test-Cricket bei der Tour in Indien im Dezember 2012 in Nagpur. Dabei gelang ihm bei seinem Debüt ein Fifty über 73 Runs. Daraufhin gab er auch sein Debüt im Twenty20 und in der ODI-Serie der Tour, bei der ihm ebenfalls ein Fifty (57* Runs) gelang. Nach diesen Leistungen wurde er für die folgende Tour in Neuseeland nominiert. Nachdem er in den ersten beiden ODIs zwei Fifties (56 und 79* Runs) erzielte, schwächelte er zunächst in den ersten beiden Tests. Als Neuseeland daraufhin nach England kam für eine Test-Serie, gelang ihm im ersten Test wieder ein Fifty (71 Runs), bevor er im zweiten sein erstes internationales Century über 104 Runs aus 167 Bällen erreichte. Im Juni wurde er dann für die ICC Champions Trophy 2013 nominiert, bei der ihm gegen Sri Lanka in der Vorrunde ein Fifty über 68 Runs gelang. Mit dem Team erreichte er das Finale, das sie jedoch gegen Indien verloren.
Nach dem Turnier folgte die Ashes Tour 2013 gegen Australien und Root erreichte ein Century über 180 Runs aus 338 Bällen im zweiten Test und wurde dafür als Spieler des Spiels ausgezeichnet. Nachdem er ein weiteres Fifty in der Test-Serie (68 Runs) erzielt hatte, gelang ihm auch eines in der Twenty20-Serie (90* Runs). Im Oktober 2013 erhielt er dann einen zentralen Vertrag mit dem englischen Verband. Im November reiste er dann mit dem Team nach Australien für die Ashes. Dort erzielte er je ein Fifty in den Tests (87 Runs) und ODIs (55 Runs). Es folgte eine Tour in den West Indies, wo er im dritten ODI ein Century über 107 Runs aus 122 Bällen erreichte und damit als Spieler des Spiels und der Serie ausgezeichnet wurde. Jedoch erhielt er bei dem Spiel einen Ball von Ravi Rampaul auf seinen Daumen, der zu einem Bruch führte. Daraufhin verpasste er den ICC World Twenty20 2014.

### Aufstieg zur zentralen Figur des Nationalteams
Im Sommer 2014 gelang ihm in der Test-Serie gegen Sri Lanka ein ungeschlagenes Double-Century über 200* Runs aus 298 Bällen, wobei das Spiel dann in einem Remis endete. Es folgte eine Tour gegen Indien, die er mit einem Century über 154* Runs aus 295 Bällen im ersten Test begann. In den folgenden drei Spielen gelang ihm jeweils ein Fifty (66, 56 und 77 Runs), bevor er im abschließenden Test noch einmal ein Century über 149* Runs aus 165 Bällen erreichte. In der ODI-Serie der Tour konnte er dann noch ein Mal ein Century über 113 Runs aus 108 Bällen erreichen und wurde als Spieler des Spiels ausgezeichnet. Zur Vorbereitung für die nächste Weltmeisterschaft spielte er mit dem Team zum Ende des Jahres 2014 eine ODI-Serie in Sri Lanka, bei dem er ein Century über 104* Runs aus 117 Bällen, sowie zwei Fifties (55 und 80 Runs) erreichte. Dies wurde gefolgt durch ein Drei-Nationen-Turnier in Australien, bei dem er gegen den Gastgeber ein Fifty über 69 Runs erreichte. Beim Cricket World Cup 2015 erzielte er dann ein Century über 121 Runs aus 108 Bällen bei der Vorrunden-Niederlage gegen Sri Lanka. In der Folge schied England bei dem Turnier in der Vorrunde aus. Die Saison endete dann mit einer Test-Serie in den West Indies, bei der ihm ein Century über 182* Runs aus 229 Bällen gelang und er als Spieler des Spiels ausgezeichnet wurde.
Im Sommer folgte zunächst eine Tour gegen Neuseeland, wobei er im ersten Test zwei Fifties (98 und 84 Runs) erreichte. In der ODI-Serie konnte er nach einem Century über 104 Runs aus 78 Bällen im ersten, einem Fifty (54 Runs) im dritten, ein weiteres Century über 106* Runs aus 97 Bällen erreichen. Im abschließenden Twenty20 wurde er dann für ein Fifty über 68 Runs als Spieler des Spiels ausgezeichnet. Daraufhin schloss sich die Ashes-Tour an. Beim ersten Test in Cardiff gelangen ihm ein Century über 134 Runs aus 166 Bällen und ein Fifty über 60 Runs, womit er beim Gewinn als Spieler des Spiels ausgezeichnet wurde. Im weiteren Verlauf der Serie gelangen ihm dann ein weiteres Fifty (63 Runs) und Century (130 Runs aus 176 Bällen). Daraufhin wurde er als bester Batter in den Test-Ranglisten des Weltverbandes geführt. Die Saison 2015/16 begann mit einer Tour in den Vereinigten Arabischen Emiraten gegen Pakistan, bei der er drei Fifties in der Test-Serie (85, 88 und 71 Runs) und zwei weitere in den ODIs (63 und 71 Runs) erreichte. Dem folgte eine Tour in Südafrika, bei dem er in den Tests drei Fifties (73, 50 und 76 Runs) und ein Century (110 Runs für 139 Bällen) erzielte. Im März stand dann der ICC World Twenty20 2016 an, bei dem er in der Super-10-Runde gegen Südafrika mit einem Half-Century über 83 Runs als Spieler des Spiels ausgezeichnet wurde. Er erreichte mit dem Team das Finale, wo er gegen die West Indies ebenfalls ein Fifty über 54 Runs erreichte, was jedoch nicht zum Sieg reichte.

### Ernennung zum Test-Kapitän
Der Sommer 2016 begann mit einer Tour gegen Sri Lanka. Dabei gelangen ihm ein Fifty in den Tests (80 Runs) und zwei weitere in den ODIs (65 und 93 Runs). Daraufhin kam Pakistan nach England. Im zweiten Test der Serie konnte er dann im ersten Innings ein Double-Century über 254 Runs aus 406 Bällen erzielen und im zwwite noch ein Mal 71* runs hinzufügen, wofür er als Spieler des Spiels ausgezeichnet wurde. Im dritten Test folgte dann ein weiteres Fifty (62 Runs), bevor er in der ODI-Serie nach drei Half-Centuries (61, 89 und 85 Runs) als Spieler der Serie ausgezeichnet wurde. Nachdem er in der Test-Serie in Bangladesch ein Fifty (56 Runs) erzielt hatte, reiste er mit dem Team nach Indien. Dort erzielte er in der Test-Serie ein Century über 124 Runs aus 180 Bällen, bevor ihm in den folgenden vier Spielen jeweils ein Fifty (53, 78, 77 und 88 Runs) gelangen. In den ODIs folgten dann zwei weitere Fifties (78 und 54 Runs). Nach der Tour wurde er, nachdem Alastair Cook von der Test-Kapitänsrolle zurücktrat, als dessen Nachfolger benannt. Im März folgte dann in der ODI-Serie in den West Indies ein Fifty (90* Runs) und ein Century über 101 Runs aus 108 Bällen.
Der Sommer 2017 begann mit einem Fifty über 73 Runs gegen Irland, wofür er als Spieler des Spiels ausgezeichnet wurde. Bei der ICC Champions Trophy 2017 begann er mit einem Century über 133 Runs aus 129 Bällen gegen Bangladesch, wofür er ebenfalls ausgezeichnet wurde. Gegen Neuseeland folgte dann ein weiteres Fifty über 64 Runs. Im Halbfinale konnte er zwar 46 Runs gegen Pakistan beisteuern, was jedoch nicht zum Finaleinzug reichte. In der anschließenden Test-Serie gegen Südafrika gelangen ihm ein Century (190 Runs aus 234 Bällen) und drei Fifties (78, 50 und 52 Runs). Gegen die West Indies folgten dann ein Century über 136 Runs aus 189 Bällen im ersten Test und zwei Fifties (59 und 72 Runs) im zweiten. In der ODI-Serie der Tour kamen dann noch einmal zwei Fifties (54 und 84 Runs) hinzu. Während der Ashes-Series in Australien erzielte er vier Fifties (51, 67, 61 und 83 Runs), jedoch verlor er mit der Mannschaft deutlich 4–0. In der ODI-Serie kamen dann zwei weitere Half-Centuries (91* und 62 Runs) hinzu und er wurde als Spieler der Serie ausgezeichnet. Das Team reiste weiter nach Neuseeland, wo ihm in den ODIs zunächst ein Fifty (71 Runs) und dann ein Century über 102 Runs aus 101 Bällen gelangen. In der Test-Serie kamen dann zwei weitere Fifties (51 und 53 Runs) hinzu, aber auch diese Serie ging verloren.

### Gewinn der Weltmeisterschaft
Die Saison 2018 begann mit einem Fifty (68 Runs) in der Test-Serie gegen Pakistan. Nachdem er ein weiteres (50 Runs) in der ODI-Serie gegen Australien erreicht hatte, folgte eine Tour gegen Indien. Diese begann mit der ODI-Serie, bei der ihm zwei Centuries über 113* (116) Runs und 100* (120) Runs gelangen und er als Spieler der Serie ausgezeichnet wurde. In der Test-Serie folgte dann ein Century über 125 Runs aus 190 Bällen und der Gewinn der Serie. Die Saison 2018/19 begann dann mit einer Reise nach Sri Lanka, bei der ihm ein Fifty in den ODIs und ein Century über 124 Runs aus 146 Bällen in den Tests gelang. Für Letzteres wurde er als Spieler des Spiels ausgezeichnet. Daraufhin spielte er für die Sydney Thunder in der Big Bash League 2018/19. Im neuen Jahr reiste er in die West Indies, wo er in der Test-Serie ein Century über 122 Runs aus 225 Bällen erreichte. Auch in den ODIs erzielte er ein Century über 102 Runs aus 97 Runs. Auch gelang ihm ein Fifty über 55 Runs in der Twenty20-Serie. Der Sommer begann dann mit einer ODI-Serie gegen Pakistan in der ihm ein Half-Century gelang. Auch spielte er bei der Tour sein letztes Twenty20 International, um sich dann auf die längeren Formate konzentrieren zu können.
Beim Cricket World Cup 2019 gelang ihm nach einem Fifty (51 Runs) gegen Südafrika ein Century über 107 Runs aus 104 Bällen gegen Pakistan. Ein weiteres Century (100* (94)) gelang ihm gegen die West Indies, wofür er als Spieler des Spiels ausgezeichnet wurde. Nachdem er in der Vorrunde gegen Afghanistan (88 Runs) und Sri Lanka (57 Runs) zwei weitere Fifties erzielte, qualifizierte sich das Team für das Halbfinale und schließlich für das Finale. Dort gelang dann der Sieg gegen Neuseeland zum Titelgewinn. Nach der Weltmeisterschaft absolvierte er mit dem Team eine Test-Serie gegen Australien und konnte in ihr vier Fifties erzielen (57, 77, 71 und 57 Runs). Die Saison 2019/20 begann für England in Neuseeland, wo ihm im zweiten Test ein Double-Century über 226 Runs aus 441 Bällen gelang. Zum Jahresanfang 2020 konnte er dann in Südafrika drei Fifties (61, 59 und 58 Runs).

### Rücktritt als Kapitän
Nach der Unterbrechung durch die COVID-19-Pandemie gelangen ihm im Juli 2020 ein Fifty über 68* Runs gegen die West Indies. Zum Start des Jahres 2021 reiste er mit dem Team nach Sri Lanka und konnte dort im ersten Test ein Double-Century über 228 Runs aus 321 Bällen und im zweiten ein Century über 186 Runs aus 309 Bällen erzielen. Dafür wurde er jeweils als Spieler des Spiels und insgesamt der Serie ausgezeichnet. Im kurz darauf folgenden ersten Test in Indien wurde er mit 218 Runs aus 377 Runs abermals ausgezeichnet. Im dritten Test der Serie konnte er dann mit 5 Wickets für 8 Runs als Bowler herausragen. Im Sommer 2021 konnte er dann gegen Sri Lanka in den ODIs zwei Fifties (79* und 68* Runs) erreichen. Im August spielte er dann mit dem Team gegen Indien. Dabei konnte er in den ersten drei Tests jeweils ein Century erzielen (109 (172), 180* (321) und 121 (165)). Im Dezember reiste er für die Ashes Tour 2021/22 nach Australien. Dort erreichte er drei Fifties (89, 62 und 50 Runs), jedoch verlor das Team die Serie deutlich mit 4–0. Bei der folgenden Tour in den West Indies erzielte er abermals zwei Centuries (109* (204) und 153 (316)), doch verlor das Team auch diese Serie 1–0. In dessen Folge trat er von der Rolle des Kapitäns zurück und wurde in dieser von Ben Stokes gefolgt.
Im Sommer 2022 traf das Team zunächst auf Neuseeland. Hier konnte er mit 115 Runs aus 170 Bällen und 176 Runs aus 211 Bällen, sowie einem weiteren Fifty (86* Runs) als Spieler der Serie einen wichtigen Beitrag zum Richtungswechsel des Teams leisten. Auch im Test gegen Indien, der sich daran anschloss, gelang ihm ein Century über 142* Runs aus 173 Bällen. Gegen Südafrika gelang ihm dann lediglich ein Fifty (86 Runs) in den ODIs. Im Dezember reiste er dann mit dem Team nach Pakistan, wo er ein Fifty über 73 Runs in den Tests erzielte. Gegen Neuseeland konnte er dann nach einem Fifty (57 Runs) im ersten Test im zweiten Test ein Century über 153* Runs aus 224 Bällen und ein Fifty über 95 Runs erreichen. Letzteres reichte jedoch nicht zum Sieg.